# Região Metropolitana de Logan
A Região Metropolitana de Logan conforme definido pelo United States Census Bureau, é uma região metropolitana dos Estados Unidos localizada no estado de Utah. A área é composta por dois concelhos - um em Utah e outro em Idaho, ancorado pela cidade de Logan. Segundo o censo de 2000, a aglomeração tinha uma população de 127.945 habitantes. 